# Capparis clara
Capparis clara là một loài thực vật có hoa trong họ Capparaceae. Loài này được Schery mô tả khoa học đầu tiên năm 1942.